# 1965: Their First Recordings
1965: Their First Recordings – EP zespołu Pink Floyd (wówczas nazywanej Tea Set), zawierająca utwory nagrane około Bożego Narodzenia 1964 r. przez zespół.
Bębny i gitary zostały nagrane „od razu”, zaś wokale i fortepian zostały nagrane później. 
Został wydany jako specjalny zestaw dwóch 7-calowych płyt winylowych, ograniczony do 1050 egzemplarzy (1000 egzemplarzy detalicznych i 50 promocyjnych) dostępnych tylko w UE, w celu rozszerzenia praw autorskich do nagrań.
Są to jedyne oficjalnie wydane utwory z udziałem gitarzysty Rado Klose i Juliette Gale, pierwszej żony Richarda Wrighta. Wydanie to składa się z najwcześniejszych dostępnych na rynku nagrań Pink Floyd, pięciu oryginalnych utworów Syda Barretta i Rogera Watersa oraz kompozycji "I'm a King Bee" zrobionej przez Slim Harpo. Zostały one później włączone do tomu 1965–1967 Cambridge St/ation będącego częścią boxu „The Early Years 1965–1972”. 

## Lista utworów
1. "Lucy Leave" – 2:57
2. "Double O Bo" – 2:57
3. "Remember Me" – 2:46
4. "Walk with Me Sydney" – 3:11
5. "Butterfly" – 3:00
6. "I'm a King Bee" – 3:13

## Skład
Pink Floyd
- Syd Barrett - wokal prowadzący, gitara elektryczna
- Rado Klose - gitara elektryczna
- Nick Mason - perkusja
- Roger Waters - gitara basowa, chórki, wokal prowadzący w „Walk with Me Sydney”
- Richard Wright - instrumenty klawiszowe (ścieżki 3-6)

### Dodatkowi muzycy
- Juliette Gale - wspólny wokal w „Walk with Me Sydney”

## Produkcja
- Andy Jackson - mastering
- Ray Staff - mastering